# L'amour est bleu
Chansons représentant le Luxembourg au Concours Eurovision de la chanson
Ce soir je t'attendais
(1966) Nous vivrons d'amour
(1968)
L'amour est bleu est une chanson française, dont l'air a été composé par André Popp et les paroles ont été écrites par Pierre Cour en 1967. Elle a été interprétée pour la première fois à l'Eurovision, en 1967, par Vicky Leandros, chanteuse représentant le Luxembourg au concours.
En 1968, la reprise de cette chanson par Paul Mauriat sous le titre Love is Blue connaît un grand succès, atteignant même la première place du Billboard. Cette chanson connaîtra alors de nombreuses traductions et reprises, par des artistes comme Al Martino et Johnny Mathis, ce qui fait d'elle l'un des plus gros succès français à l'international.
La chanson décrit le plaisir et la douleur de l'amour en termes de couleurs (le bleu et le gris) et les éléments (l'eau et le vent). Les paroles en anglais, « Blue, blue, my world is blue… » (« Bleu, bleu, mon monde est bleu… »), se concentrent sur les couleurs seulement (bleu, gris, rouge, vert et noir), les utilisant pour décrire les éléments de l'amour perdu. La version anglaise par Vicky Leandros est apparue aussi comme Colours of Love (« Couleurs d'amour ») dans certains endroits, y compris au Royaume-Uni.

## À l'Eurovision
Il s'agit de la deuxième chanson interprétée lors de la soirée du Concours Eurovision de la chanson 1967, après Thérèse Steinmetz qui représentait les Pays-Bas avec Ring-dinge-ding et avant Peter Horton qui représentait l'Autriche avec Warum es hunderttausend Sterne gibt. À l'issue du vote, elle a obtenu 17 points, se classant 4e sur onze chansons, derrière Il doit faire beau là-bas (France), If I Could Choose (Irlande) et la chanson gagnante Puppet on a String (Royaume-Uni),. Quelque quarante années après sa sortie originale, L'amour est bleu, avec Nel blu dipinto di blu (Volare) de Domenico Modugno et Eres tú de Mocedades, compte encore comme l'une des peu nombreuses chansons de l'Eurovision non gagnantes à devenir un succès mondial.
Elle est intégralement interprétée en français, une des langues officielles du Luxembourg, comme le veut la coutume avant 1966. Leandros a également enregistré la chanson en allemand sous le titre Blau wie das Meer (« Bleu comme la mer »), en anglais sous le titre Love is Blue, en italien sous le titre L'amore è blu et en néerlandais sous le titre Liefde is zacht (« L'amour est doux »).
C'est l'une des deux participations de Vicky à l'Eurovision. Cinq ans plus tard, en 1972, elle représente à nouveau le Luxembourg et remporte cette fois le concours avec Après toi.

## Forme
La version originale française établit des correspondances visuelles ou tactiles avec les sentiments d'une personne en train de vivre une relation amoureuse.
La version anglaise utilise plus de couleurs (bleu, rouge, vert...) pour les lier aux états (tristesse, jalousie, nostalgie...) après une rupture amoureuse.

## Reprises
- en 1968:
  - Love is blue, version instrumentale réalisée par Paul Mauriat
  - reprise en anglais de la version de Paul Mauriat, par Al Martino
  - reprise par Claudine Longet sous le nom Love is blue (L'Amour est bleu) qui se classe 71e aux États-Unis en 1968[5]
  - reprise rock de Jeff Beck
  - Blå, blå är kärleken, reprise en suédois par Britt Bergström
  - reprise de Gábor Szabó dans son album Bacchanal
  - Ljubovta e sina, reprise macédonienne par Ljupka Dimitrovska
  - Reprise de la version française (L'Amour est bleu) par Les Compagnons de la chanson
  - Reprise de la version française (L'Amour est bleu) par Michèle Torr
- en 1977, reprise estonienne par Helgi Sallo sous le titre Arm on nii hell
- en 1989, reprise par Alan Davis e la sua orchestra
- en 1990, Hum Dono Akele Hon, reprise en hindi par Bappi Lahiri
- en 2010 en concert par le groupe The Divine Comedy. L'enregistrement est disponible sur certaines versions de l'album Bang Goes the Knighthood (2010)
- en 2011, reprise par le groupe allemand Scooter, avec Vicky Leandros
- en 2016, Reprise par le groupe suédois Therion sur l'album (EP) Les Épaves, en deux versions (heavy & mellow)
- en 2017, reprise par le groupe japonais MUCC sous le titre 恋は水色
- en 2019, reprise par Bon Entendeur sur l'album Aller-Retour.

## Postérité
- dans L’Apprentissage de l'ordinaire (A Room with No View en version originale), le 20e épisode de la seconde saison de Millennium, la chanson est utilisée de façon répétée pour lobotomiser un groupe
- dans les épisodes Simpsonothérapie et Le Bleu et le Gris des Simpson on peut l'entendre
- dans Naufrage (The Flood en version originale), le 5e épisode de la 6e saison de Mad Men, elle est jouée au générique de fin
- En 2008, on trouve cette chanson dans la bande originale du long métrage 15 ans et demi (source : générique), dans sa version interprétée par Claudine Longet.

## Classements
| Classement (1967)                       | Meilleure position |
| --------------------------------------- | ------------------ |
| Allemagne (Media Control AG)            | 27                 |
| Autriche (Ö3 Austria Top 40)            | 18                 |
| Belgique (Wallonie Ultratop 50 Singles) | 45                 |

| Classement (1968)              | Meilleure position |
| ------------------------------ | ------------------ |
| Allemagne (Media Control AG)   | 32                 |
| Autriche (Ö3 Austria Top 40)   | 19                 |
| États-Unis (Hot 100)           | 1                  |
| Norvège (VG-lista)             | 6                  |
| Pays-Bas (Single Top 100)      | 15                 |
| Royaume-Uni (UK Singles Chart) | 12                 |